# Rob Bertholee
Teniente General Robert A.C Bertholee (n. el 7 de agosto de 1955 en Haarlem, Países Bajos) militar holandés. Fue jefe del Estado Mayor de las Fuerzas Armadas de los Países Bajos, vicejefe de estas y se desempeñó como Comandante Adjunto (subcomandante) y Jefe de Estado Mayor de la ISAF III en la guerra de Afganistán.

## Carrera militar
Bertholee nació el 7 de agosto de 1955 en Haarlem. Se graduó de la Real Academia Militar de Breda, fue comisionado como teniente en la artillería en 1979. Después sirvió en funciones de comandos diversos como oficial de grado empresa en los Países Bajos y en Alemania, estudió en la Escuela Superior del Personal de los Países Bajos de enero de 1987 y diciembre de 1988. Volviendo a los Países Bajos, primero servio como profesor y más tarde como Jefe del Departamento de Estrategia en el Estado Mayor de los Países Bajos.
De 1995 a 1997, él ordenó 41st Batallón de Artillería de Campo en Seedorf (Alemania). En este período, las Fuerzas Armadas de los Países Bajos abandonó el sistema de la conscripción y el batallón para convertirse en una unidad de voluntarios.
Ascendido a coronel en septiembre de 1997, tomó el mando del Centro Fire Support Training. Un año más tarde, el Comandante en Jefe del Ejército lo designó como jefe de su gabinete.
En la primavera de 2000, fue enviado a Kosovo como Comandante del Contingente Países Bajos, con la tarea para planificar y ejecutar el despliegue de las Fuerzas de Holanda. A raíz de retorno de Kosovo se convirtió en el Jefe de Asuntos Internacionales de planificación en el Estado Mayor de Defensa en septiembre de 2000 y contribuido al desarrollo de la OTAN y la política de la Unión Europea.
Un año después, fue ascendido a general de brigada y asignado como Jefe de Estado Mayor del 1st Cuerpo de los Países Bajos en Munster (Alemania) en diciembre de 2001. En ese momento, el cuartel general estaba finalizando su transformación a una alta preparación de Fuerzas HQ, a partir de principios de 2001 y concluyendo con funcionario de la OTAN
con certificación en noviembre de 2002.
Cuando el cuartel general del Cuerpo fue el encargado de dirigir la misión ISAF, pasó siete meses en Kabul como diputado y Comandante y Jefe de Estado Mayor de la ISAF III. Tras el regreso de la sede, en agosto de 2003, él continuó sirviendo como el Jefe del Estado Mayor hasta diciembre de 2004. Dos semanas más tarde, con el certificado del HQ como Responsable de las Fuerzas de la OTAN, entonces el general de brigada Bertholee fue galardonado con el "Ehrenkreuz der Bundeswehr" de oro.
Entre el 1 de febrero y el 30 de noviembre de 2006 ocupó el cargo de Director de Preparación de Operaciones en el recientemente reformado Mayor de la Defensa y fue ascendido a general de división. El 1 de diciembre siguiente, lo designaron como vicejefe de la Defensa y fue ascendido a Teniente General.

## Vida personal
Bertholee y su esposa Ria, nacida en Bosch, tienen una hija y viven en la parte oriental de los
Países Bajos.